# Cylinder miarowy
Cylinder miarowy, zwyczajowo menzurka – naczynie laboratoryjne przeznaczone do odmierzania określonej ilości cieczy. Ma kształt walca otwartego z jednej strony. Na jego ściance znajduje się precyzyjna podziałka objętości. 
Tradycyjna menzurka  jest zwykle wąska i wysoka (by zwiększyć precyzję pomiaru objętości) i ma plastikową lub szklaną stopkę (podstawkę) oraz wylew (dziobek). Niektóre rodzaje menzurek mają na otwartym końcu szlif, żeby można je zamykać korkiem lub bezpośrednio łączyć z innymi elementami aparatury. Z menzurek takich cieczy nie wylewa się bezpośrednio, lecz przelewa za pomocą cannuli.
Skala objętości w menzurkach jest zawsze robiona „na wylew” – to znaczy uwzględnia fakt, że po wylaniu odmierzonej cieczy pozostaje w naczyniu warstwa przywarta do jego ścianek. Nie należy z menzurki strząsać tego, co pozostało na ściance i dnie, bo zmniejsza to precyzję pomiaru.
Cylindry miarowe są zwykle wykonywane z „twardego” szkła sodowego, które cechuje mała rozszerzalność cieplna, dzięki czemu prawie nie zmieniają one swojej objętości w szerokim zakresie temperatur. Szkło to jest jednak kruche i nieodporne na nagłe zmiany temperatury, dlatego w menzurce nie wolno niczego gotować ani zamrażać, gdyż grozi to jej pęknięciem.